# 1968年メキシコシティーオリンピック
1968年メキシコシティーオリンピック（1968ねんメキシコシティーオリンピック）は、1968年10月12日から10月27日までの16日間、メキシコの首都メキシコシティで開催されたオリンピック競技大会。メキシコオリンピック、メキシコ1968（Mexico 1968）と呼称される。

## 大会開催までの経緯
メキシコシティーオリンピックの開催は1963年10月18日、西ドイツ（現・ドイツ）のバーデン＝バーデンで開かれた第60回IOC総会で決定された。しかしこの決定に際しては、当地があまりにも海抜の高い地理条件で空気が薄いために反対の声もあった。
| 都市             | 国             | 1回目 |
| ---------------- | -------------- | ----- |
| メキシコシティ   | メキシコ       | 30    |
| デトロイト       | アメリカ合衆国 | 14    |
| リヨン           | フランス       | 12    |
| ブエノスアイレス | アルゼンチン   | 2     |

## ハイライト
海抜2,240メートルに位置するメキシコシティーで開催された。
開会式では前回大会の開催地である東京から美濃部亮吉知事が出席し、オリンピック旗をメキシコ市長に引き継いだ。聖火リレーの最終ランナーは史上初めて女性が起用され、エンリケタ・バシリオ・デ・ソテロが務めた。

### 陸上競技
空気の薄い高地で行われた事からトラック競技や跳躍競技で多数の世界記録が誕生した。このうち男子短距離走の記録は長らく破られることの無かった快記録が並び、男子走幅跳でボブ・ビーモンが記録した8m90cmは1991年世界陸上競技選手権大会でマイク・パウエルにより更新されるまで23年間保持され、2025年現在でもオリンピック記録となっている。三段跳では3人の選手が世界記録を五度塗り替えた。走高跳のディック・フォスベリーが背面跳び (Fosbury flop) で金メダルを獲得し、
これを機に世界中で普及した。
マラソンでは君原健二が2位で銀メダルを獲得した。3連覇を狙ったエチオピアのアベベは棄権となり、金メダルは同じくエチオピアのマモ・ウォルデだった。タンザニアのジョン・スティーブン・アクワリが膝を脱臼しながらも最下位で完走したことで国際的有名人となった。

### 体操
体操では日本が男子団体で3連覇したほか、男子床運動での表彰台独占をはじめ個人種目も席捲した。体操のメキシコ選手団の監督に日本から松元正竹が招聘されていた。
チェコスロバキアのベラ・チャスラフスカは、プラハの春を支持する「二千語宣言」に署名していたため、ワルシャワ条約機構による軍事介入で出国が遅れた。しかし十分な練習ができない中、跳馬と段違い平行棒、床競技、個人総合で金メダル、平均台と団体種目で銀メダルを獲得した。ただし、床競技の判定において金メダルは微妙な判定となり、ソ連の選手とダブル受賞となった。なお軍事介入への抗議の意を示すため、濃紺のレオタードで競技を行った。

### その他の競技
アメリカのデビー・メイヤーが競泳で初めて個人3種目（200、400、800メートル自由形）を制覇した。
メキシコシティには海がないため、ヨット競技は太平洋岸のリゾート都市、アカプルコで開催された。後にIOC会長となるベルギーのジャック・ロゲが、ヨットのフィン級に初出場した。
ボクシングにおいて、森岡栄治が日本人史上3人目のメダル（銅メダル）を獲得した。

### 政治問題
開会を間近に控えた10月2日にメキシコシティーでは大規模な学生デモが実施されたが、メキシコ政府は軍や治安警察を導入して多数の死傷者を出しながらこれを鎮圧し、オリンピックは予定通り開催された（トラテロルコ事件）。
陸上競技男子200mの表彰式上、アメリカの黒人選手トミー・スミス（金）とジョン・カーロス（銅）がブラックパワーの象徴である黒手袋を掲げた（ブラックパワー・サリュート）。IOCは両者に対し、永久追放処分を下した。

### ドーピング検査
この大会よりドーピング検査が実施された。違反者第1号は、近代五種に出場したスウェーデンのハンス＝グンナー・リリエンヴァルであった。

### 参加問題
開催に先立ち、1968年2月2日にIOC総会において当時アパルトヘイト政策を行なっていた南アフリカの参加を認める決議が行われた。これにアフリカスポーツ最高会議が反発してボイコットを決定。アフリカ諸国26カ国に加え、ソ連、共産圏諸国、中東諸国も同調、合計で55カ国がボイコットを表明した。これを受けて同年4月21日に決議を変更して南アフリカの参加を認めないこととしボイコットは回避された。
東ドイツと西ドイツが初めて統一チームを組まずに参加した。ただし、旗はそれぞれの国旗ではなく東西ドイツ統一チーム時代のものを使用した。同じく分断国家である北朝鮮は、名称問題が解決せずに不参加となった。

## 主な競技会場
- エスタディオ・オリンピコ・ウニベルシタリオ
- アグスティン・メルガル・オリンピック・ベロドローム
- パラシオ・デ・ロス・デポルテス
- アレナ・メヒコ
- エスタディオ・アステカ
- カンポ・マルテ
- エスタディオ・クアウテモク
- エスタディオ・ノウ・カンプ
- フランシスコ・マルケス・オリンピックプール
- アウディトリオ・ナシオナル

## 実施競技
- 陸上競技
- 競泳
- 飛込
- 水球
- サッカー
- ボート
- ホッケー
- ボクシング
- バレーボール
- 体操
- バスケットボール

- レスリング
- ヨット
- ウエイトリフティング
- 自転車競技
- 馬術
- フェンシング
- 射撃
- 近代五種
- カヌー
- テニス
- バスクペロタ

## 各国・地域のメダル獲得数
| 順 | 国・地域           | 金 | 銀 | 銅 | 計  |
| -- | ------------------ | -- | -- | -- | --- |
| 1  | アメリカ合衆国     | 45 | 28 | 34 | 107 |
| 2  | ソビエト連邦       | 29 | 32 | 30 | 91  |
| 3  | 日本               | 11 | 7  | 7  | 25  |
| 4  | ハンガリー         | 10 | 10 | 12 | 32  |
| 5  | 東ドイツ           | 9  | 9  | 7  | 25  |
| 6  | フランス           | 7  | 3  | 5  | 15  |
| 7  | チェコスロバキア   | 7  | 2  | 4  | 13  |
| 8  | 西ドイツ           | 5  | 11 | 10 | 26  |
| 9  | オーストラリア     | 5  | 7  | 5  | 17  |
| 10 | イギリス           | 5  | 5  | 3  | 13  |
| 15 | メキシコ（開催国） | 3  | 3  | 3  | 9   |

## 関連楽曲
メキシコシティオリンピックにちなんで製作された楽曲。
- 恋のメキシカン・ロック（橋幸夫）
- ゲゲゲの鬼太郎メキシコオリンピックマーチ（熊倉一雄）
- オリンピック・ア・ゴー・ゴー（楠トシエ）
- この日をめざして（西六郷少年少女合唱団）NHKみんなのうた